# Cantonul Orange-Est
Cantonul Orange-Est este un canton din arondismentul Avignon, departamentul Vaucluse, regiunea Provence-Alpes-Côte d'Azur, Franța.

## Comune
- Camaret-sur-Aigues : 3 553 locuitori
- Jonquières : 3 926
- Orange : 13 808 (parțial, reședință)
- Sérignan-du-Comtat : 2 254
- Travaillan : 676
- Uchaux : 1 465
- Violès : 1 536